# 长冠苣苔属
长冠苣苔属（学名：Rhabdothamnopsis）是苦苣苔科下的一个属，为小灌木植物。该属仅有长冠苣苔（Rhabdothamnopsis chinensis）一种，分布于中国西南部。